# Царичанська селищна територіальна громада
Царичанська селищна громада — територіальна громада в Україні, в Дніпровському районі Дніпропетровської області. Адміністративний центр — селище Царичанка.
Площа громади — 453,5 км², населення — 14 980 мешканців (2018).
Утворена 16 серпня 2016 року шляхом об'єднання Царичанської селищної ради, Бабайківської, Михайлівської, Прядівської та Юр'ївської сільських рад Царичанського району.
17 липня 2020 року, в результаті адміністративно-територіальної реформи та ліквідації Царичанського району, громада увійшла до складу Дніпровського району.

## Населені пункти
До складу громади входять 1 селище (Царичанка) і 22 села:
- Бабайківка
- Вербове
- Гнатівка
- Драгівка
- Дубове
- Заорілля
- Івано-Яризівка
- Калинівка
- Кущівка
- Лисківка
- Михайлівка
- Ненадівка
- Новостроївка
- Пилипівка
- Преображенка
- Прядівка
- Селянівка
- Семенівка
- Тарасівка
- Турове
- Червона Орілька
- Юріївка